# Skansen etnograficzny w Ochli
Muzeum Etnograficzne w Zielonej Górze z siedzibą w Ochli – placówka naukowo-badawcza i oświatowa powstała w 1982 r. na miejscu Zielonogórskiego Parku Etnograficznego.

## Położenie
Zajmuje teren 13 ha w południowej części miasta Zielona Góra, na osiedlu Ochla.

## Zabytki
Na swym obszarze mieści prawie 8000 zabytków kultury ludowej i eksponatów, w tym ponad 100 obiektów nieruchomych. Prezentowane są tu zabytki z czterech historycznych regionów: Zachodniej Wielkopolski, Wschodnich Łużyc, Dolnego Śląska i tzw. obszaru środkowo-lubuskiego. Do najcenniejszych należą najstarszy zachowany dom z Potrzebowa (1675 r.) oraz wieża winiarska z Budachowa (XVIII w.).  W muzeum zgromadzono także wiele zabytków związanych kulturą ludności przesiedlonej po II wojnie światowej z Kresów Wschodnich, Bukowiny rumuńskiej i innych regionów Polski.
Gromadzeniem i naukowym opracowywaniem eksponatów  w muzeum zajmują się cztery działy:
- Budownictwa ludowego (budowle, zagrody)
- Kultury technicznej (narzędzia rolnicze, sprzęty domowe)
- Strojów i tkanin (tkaniny ludowe, ubiory, dywany, kilimy)
- Sztuki (plastyka obrzędowa, twórczość nieprofesjonalna z zakresu rzeźbiarstwa, malarstwa, wyrobów z naturalnych tworzyw itp., instrumenty ludowe, zabawkarstwo)

Muzeum oferuje także program edukacyjny, podczas którego można zobaczyć, jak wykonywano codzienne prace w gospodarstwach w minionych czasach. Poznać można także tajniki tradycyjnego wiejskiego rzemiosła i sztuki.
Na terenie skansenu działa karczma oraz łowisko ze smażalnią ryb.
W skansenie można zorganizować ognisko z grillem na wyspie, przyjęcie lub inną imprezę po wcześniejszym zgłoszeniu i zapisaniu.
Skansen znajduje się na Lubuskim Szlaku Wina i Miodu.

## Galeria

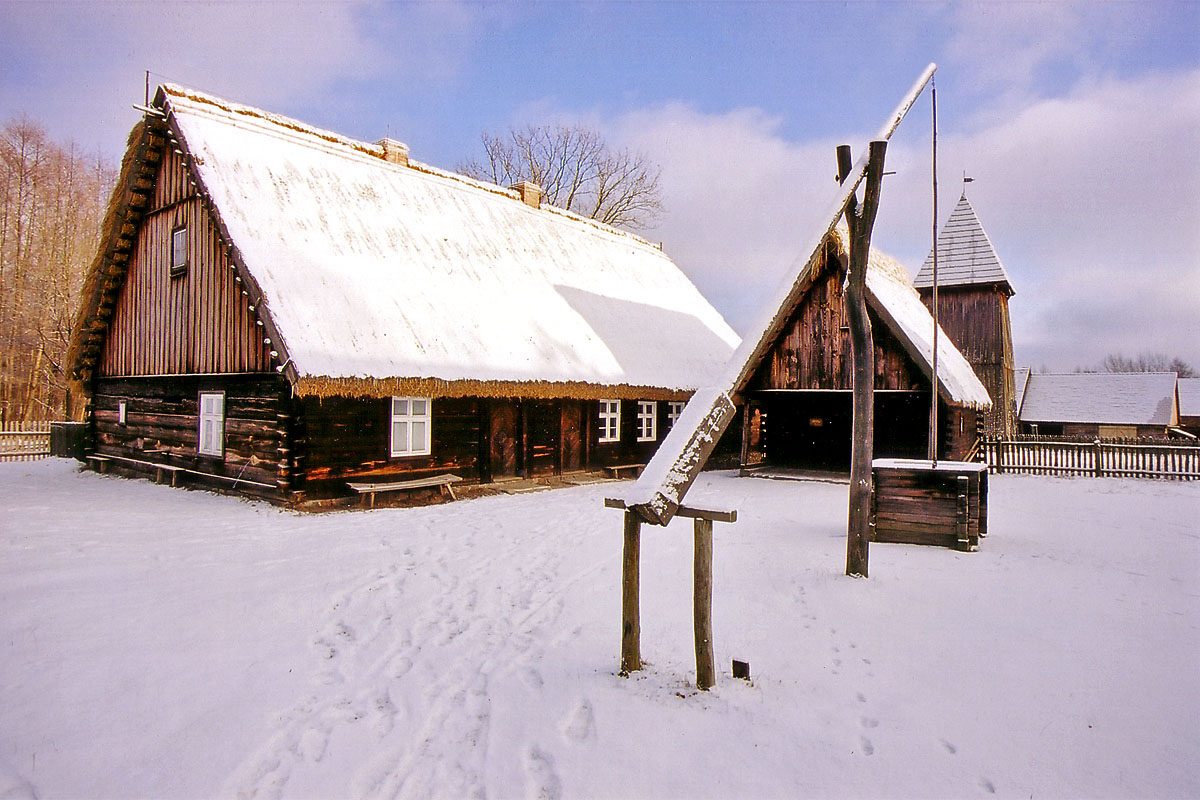
Zima
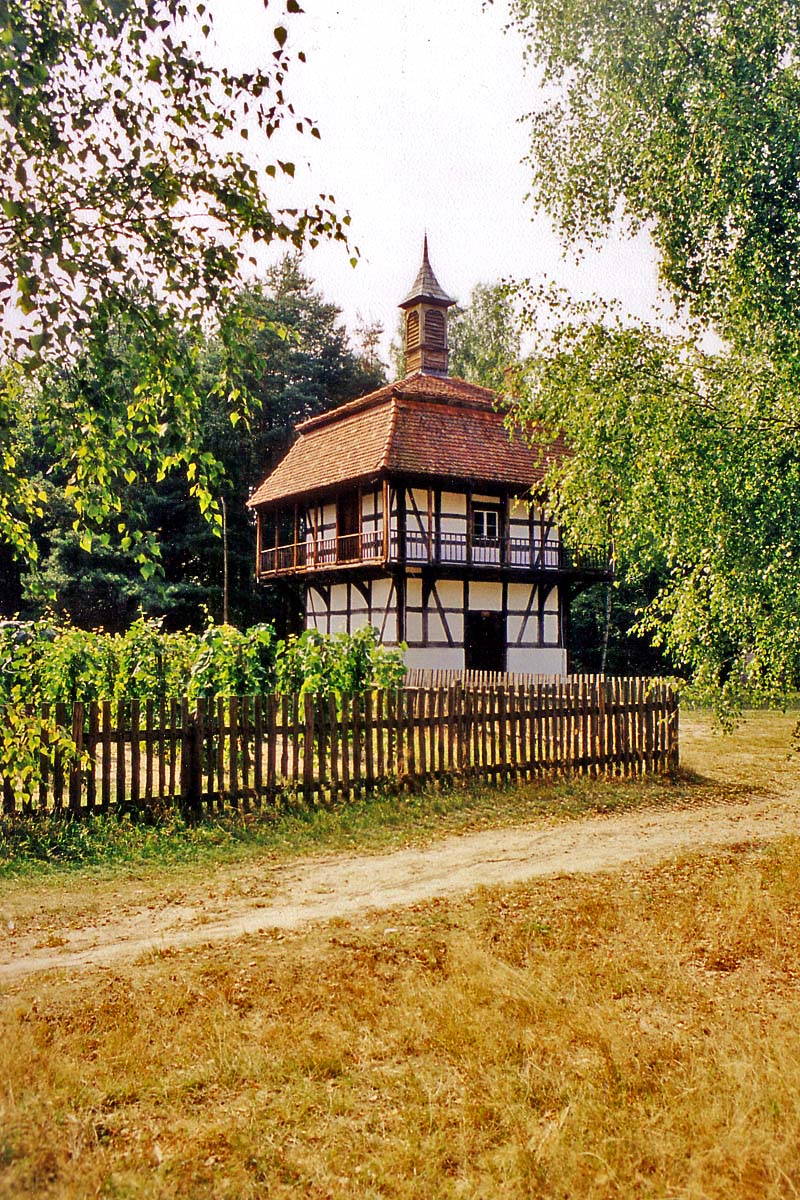
Dom winiarza
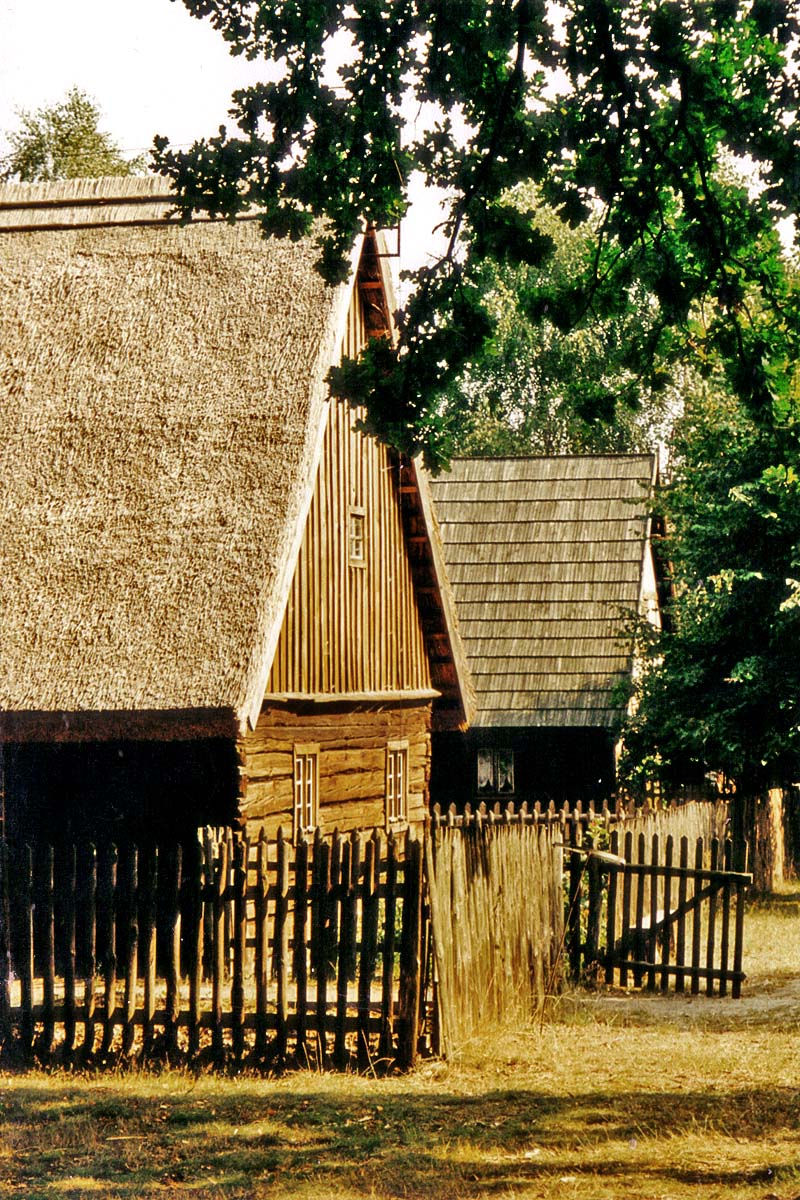
Lato
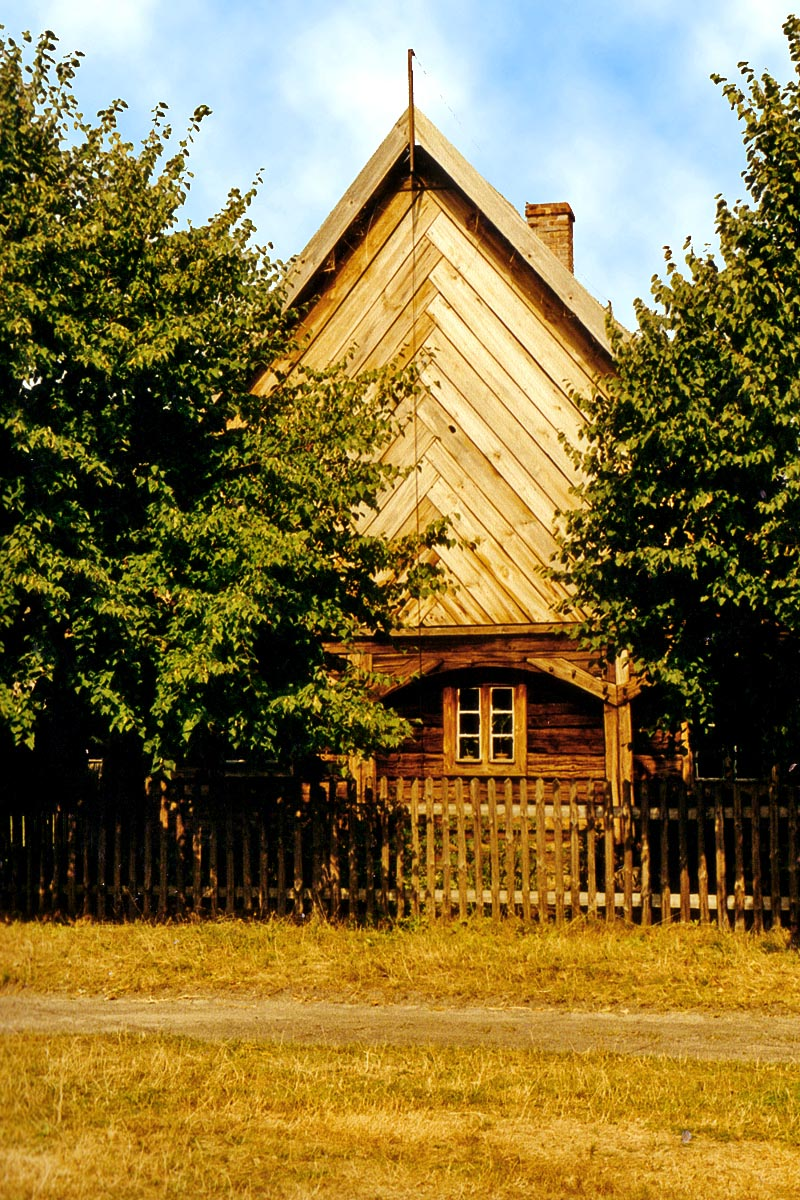
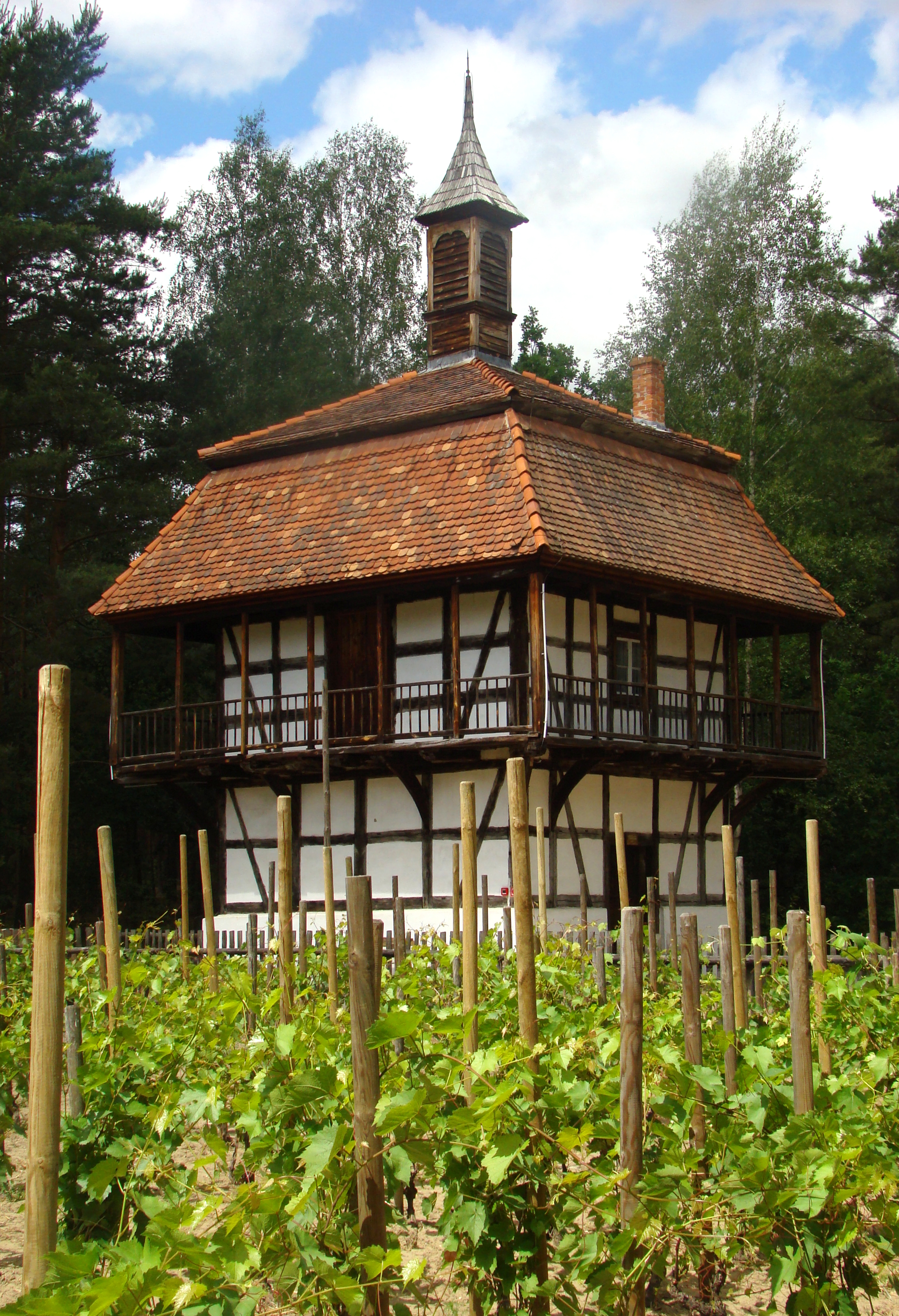